# 熱砂の舞 (1926年の映画)

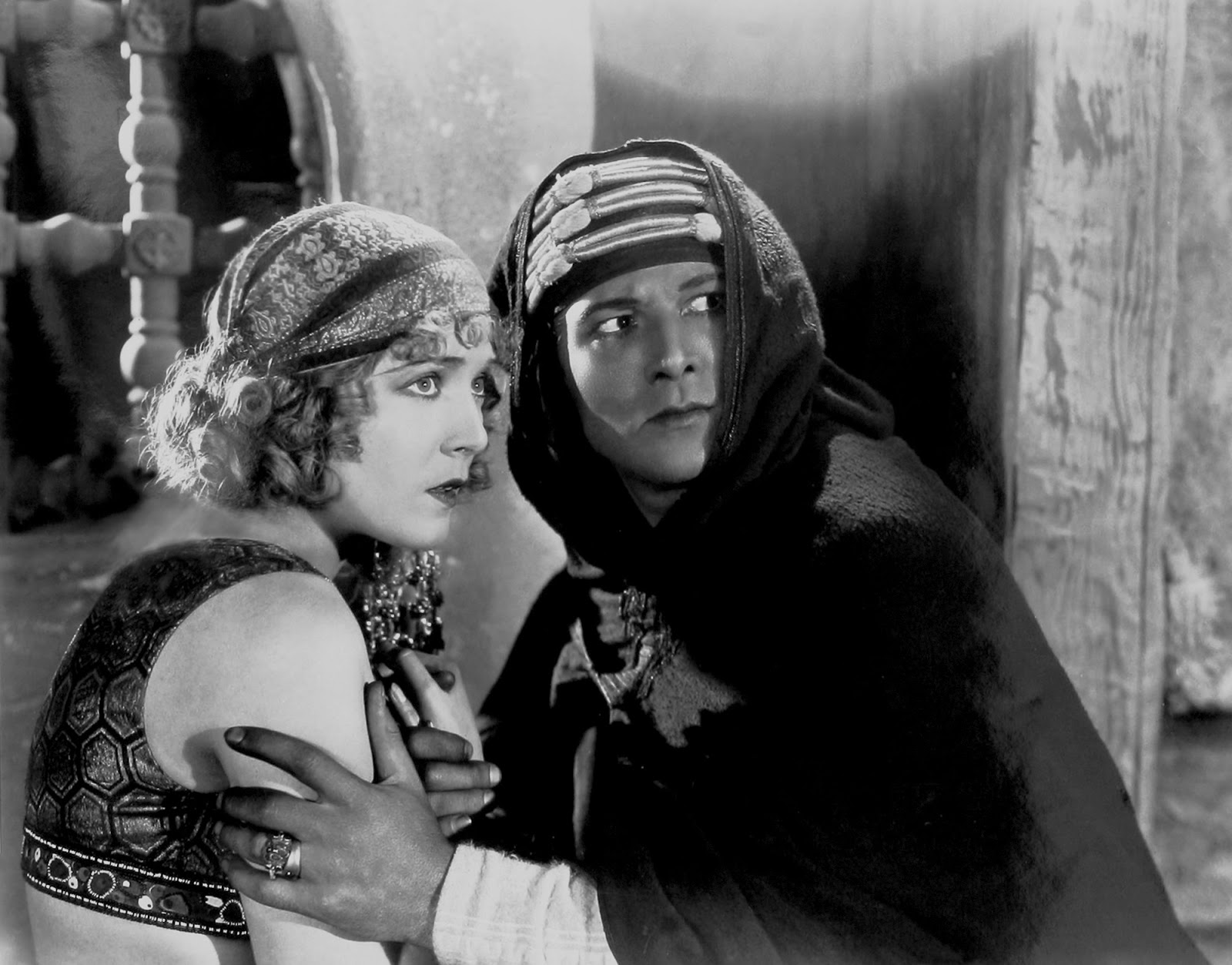
バンキー（左）とヴァレンティノ

『熱砂の舞』（ねっさのまい、The Son of the Sheik）は、1926年に公開されたアメリカ合衆国のアドベンチャー・ドラマ映画。サイレント。原作はE・M・ハルの恋愛小説『The Sons of the Sheik』。1921年のヒット作『シーク』（1921年）の続編で、ルドルフ・ヴァレンティノは前作の主人公シークとその息子で本作の主人公アーメドの二役を演じた。共演はヴィルマ・バンキー。監督はジョージ・フィッツモーリス。
この映画の全国公開の2週間前、ヴァレンティノは腹膜炎により31歳の若さで亡くなり、『熱砂の舞』はヴァレンティノの遺作になった。
2003年、アメリカ議会図書館は「文化的、歴史的、審美的に重要」なものとして『熱砂の舞』をアメリカ国立フィルム登録簿に保存した

## あらすじ
シークの息子アーメドと旅芸人一座の踊り子ヤスミンは恋に落ちる。アーメドははるばる一座のテントまで会いにゆくが、ヤスミンに横恋慕するガーバらに捕まり拷問を受ける。ガーバはアーメドを人質に身代金を要求しようとさえするが、アーメドは仲間のラマダンたちにより救出される。
アーメドは傷の手当のため、トゥーグラの友人の家で静養している。その町に旅芸人一座が巡業でやってくる。ヤスミンは再会を喜ぶが、アーメドは先日の仕打ちはヤスミンの仕業と誤解している。アーメドは復讐のためヤスミンを誘拐し、砂漠のキャンプに幽閉する。
そのキャンプを父親のシークが訪問する。父親に叱咤され、アーメドはヤスミンを解放する。ラマダンが同行するが、二人ともガーバに捕まってしまう。
ヤスミンのことが忘れられないアーメドのところに、敵の手から逃れたラマダンが戻ってくる。ヤスミンが事件に関係ないことを知らされたアーメドはヤスミンの救出に向かう。ガーバとの対決に勝利し、アーメドはヤスミンとめでたく結ばれる。

## キャスト
- アーメド/シーク：ルドルフ・ヴァレンティノ
- ヤスミン：ヴィルマ・バンキー（英語版）
- アンドレ：ジョージ・フォーセット（英語版） - ヤスミンの父。一座のリーダー。
- ガーバ：モンタギュー・ラヴ （英語版）
- ラマダン：カール・デイン
- 香具師のアリ：ブル・モンタナ
- 香具師のピンシャー：ビュンスキー・ハイマン
- ダイアナ：アグネス・エアーズ - シークの妻でアーメドの母。前作『シーク』のヒロイン。

## 制作
1921年に『黙示録の四騎士』と『シーク』の大ヒットで国際的スターの地位を確立したヴァレンティノだったが、1924年、これまでの「世界の恋人」のイメージからの脱却を図った『ボーケール』と『情熱の悪鬼』が興行的に失敗。1925年、ヴァレンティノがフェイマス・プレイヤーズ・ラスキー からユナイテッド・アーティスツに移籍すると、社長のジョセフ・M・シェンクは『シーク』の続編にあたるE・M・ハルの小説『The Sons of the Sheik』の映画化権を獲得。この映画でヴァレンティノの人気を取り戻すつもりだった。
脚本を担当したのは2人の女性脚本家、フランシス・マリオンとフレッド・デ・グレサック。
撮影はアリゾナ州のユマ砂漠とカリフォルニア州で行われた。

## 公開

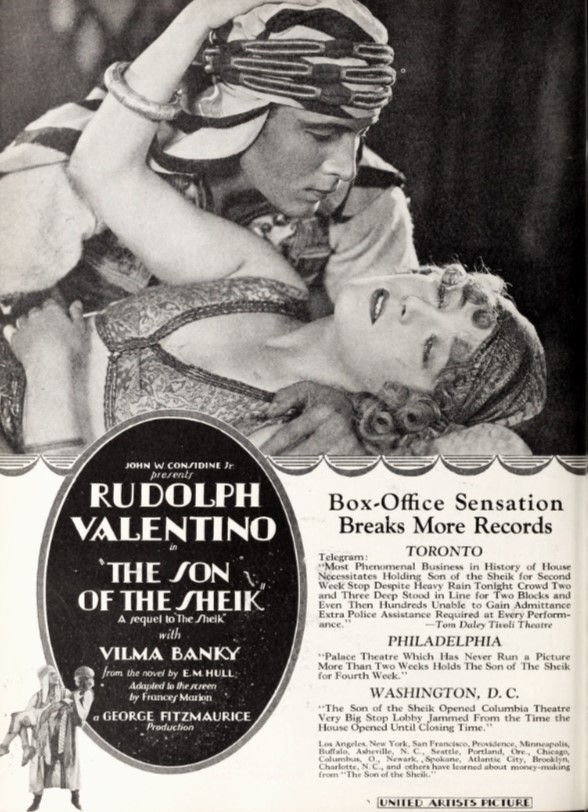
1926年9月25日『Motion Picture News』紙、表紙の広告

封切りは1926年7月9日、ロサンゼルスのミリオン・ダラー・シアター。4週間上映された。
ヴァレンティノは全国公開を前にプロモーションとして各都市を回っていたが、8月15日、ニューヨークのホテルで倒れ、緊急入院。穿孔性潰瘍が見つかり手術をするが、手術後、腹膜炎を発症、8月23日に亡くなった。
その2週間後、1926年9月5日に『熱砂の舞』は全国公開。1年で1,000,000ドル、最終的にはその倍以上の収入を得た。

## 評価
一部の批評家はヴァレンティノ最高の演技と評価した。